# Rubis-Klasse
Die Rubis-Klasse (SNA72) ist eine Schiffsklasse nuklear angetriebener U-Boote der französischen Marine. Die in den 1980er-Jahren als Ersatz für die konventionellen U-Boote der Aréthuse-Klasse in Dienst gestellten Boote der Klasse sind die kleinsten und kompaktesten Atom-U-Boote der Welt.
Die Jagd-U-Boote sind das taktische Gegenstück zu den größeren französischen strategischen mit Interkontinentalraketen bewaffneten U-Booten der Triomphant-Klasse.
Als Nachfolger ist ab 2020 die Suffren-Klasse in Dienst gestellt worden.

## Baugeschichte
Zu Beginn der 1960er-Jahre begann die französische Marine mit der Planung und Konstruktion eines nuklearen Jagd-U-Bootes. Der 4000 ts verdrängende Entwurf wurde aber 1968 aufgegeben und kam nie über die Planungsphase hinaus.
Später wurde aus der diesel-elektrisch angetriebenen Agosta-Klasse die nuklear betriebene Klasse SNA72 entwickelt, die nach dem Typschiff Rubis auch Rubis-Klasse genannt wird. Von der Vorlage wurden das Feuerleitsystem, die Sonaranlage und die Torpedobewaffnung übernommen. Die Hauptunterschiede zur Agosta-Klasse waren neben dem nuklearen Antrieb ein etwas größerer Rumpfdurchmesser, der den Einbau von drei Decks erlaubte und die Versetzung der vorderen Tiefenruder vom Bug an den Turm. Die größte technische Herausforderung war die Entwicklung eines kleinen und für die lediglich 2.600 ts verdrängende Konstruktion geeigneten Druckwasserreaktors.
Die ersten vier Einheiten wurden zwischen 1976 und 1988 gebaut. Diese Boote waren hauptsächlich für den Einsatz gegen Überwasserschiffe konzipiert. Sie galten im Vergleich zu den entsprechenden britischen und US-amerikanischen Entwürfen als relativ laut, waren aber ansonsten ebenbürtig.
Die beiden zuletzt gebauten Boote Améthyste und Perle waren wesentlich moderner, weshalb sie auch als Améthyste-Klasse bezeichnet werden. Diese Boote waren für den Kampf gegen U-Boote optimiert, besaßen eine verbesserte Sonarausrüstung, modernere Elektronik und waren leiser.
Zwischen 1989 und 1995 wurden die älteren vier Boote entsprechend modernisiert und auf das technische Niveau der Améthyste-Klasse gehoben, weshalb in der Literatur teilweise der Begriff Améthyste-Klasse als Synonym für die gesamte Rubis-Klasse benutzt wird.
Ursprünglich war der Bau zweier weiterer U-Boote geplant. Zu Beginn der 1990er-Jahre wurden die entsprechenden Pläne aber aufgegeben. Die geplanten acht U-Boote sollten auf zwei Flottillen aufgeteilt werden. Eine Flottille war für den Schutz der Basis der strategischen U-Boote der Atomstreitmacht in Brest am Atlantik vorgesehen, die andere sollte in Toulon am Mittelmeer stationiert werden. Letztendlich wurde Toulon die Heimatbasis der sechs gebauten Boote, obwohl die U-Boote häufig im Atlantischen Ozean und teilweise auch weltweit operieren.

## Einsatzgeschichte
Die erste bekannt gewordene Operation war die Evakuierung französischer Agenten, nachdem diese einen Bombenanschlag auf das Greenpeace-Schiff Rainbow Warrior verübt hatten.
Im Zweiten Golfkrieg 1990 wurde zumindest ein Boot der Klasse eingesetzt. Beim Kosovokrieg 1999 waren zumindest zwei Boote der Klasse im Einsatz. Auch im Krieg in Afghanistan 2002 wurde die Rubis-Klasse eingesetzt.
Laut vertraulichen Militärquellen unterlief einem der U-Boote, das nicht näher bezeichnet wurde, im Sommer 2007 in den Gewässern vor Norwegen ein Navigationsfehler, woraufhin dieses Boot in ein Unterwasserriff lief und deswegen zu Reparaturen in Brest weilen musste.

## Boote der Klasse
| Kennung | Name                            | Kiellegung         | Stapellauf         | Indienststellung   | Modernisierung | Außerdienststellung |
| ------- | ------------------------------- | ------------------ | ------------------ | ------------------ | -------------- | ------------------- |
| S601    | Rubis (ehemals: Provence)       | 11. Dezember 1976  | 7. Juli 1979       | 23. Februar 1983   | 1992–1993      | 2. Dezember 2022    |
| S602    | Saphir (ehemals: Bretagne)      | 1. September 1979  | 1. September 1981  | 6. Juli 1984       | 1989–1991      | 31. Juli 2019       |
| S603    | Casabianca (ehemals: Bourgogne) | 19. September 1981 | 22. Dezember 1984  | 13. Mai 1987       | 1993–1994      | 28. September 2023  |
| S604    | Émeraude                        | Oktober 1982       | 12. April 1986     | 15. September 1988 | 1994–1995      | 12. Dezember 2024   |
| S605    | Améthyste                       | 31. Oktober 1983   | 14. Mai 1988       | 3. März 1992       |                |                     |
| S606    | Perle                           | 22. März 1987      | 22. September 1990 | 7. Juli 1993       |                |                     |
| S607    | Turquoise                       | storniert          | storniert          | storniert          | storniert      | storniert           |
| S608    | Diamant                         | storniert          | storniert          | storniert          | storniert      | storniert           |